# Lijst van Romeinse bouwwerken in Nederland
Deze Lijst van Romeinse bouwwerken in Nederland bevat gevonden bouwwerken, die veelal door de Romeinen en in het bijzonder hun legioenen zijn gesticht in de periode dat het huidige Nederland door de Romeinen bezet was (58 v.Chr. - eind 3e eeuw n.Chr.). Een aantal bouwwerken zal door geromaniseerde inheemse hoofdmannen gesticht zijn. Er moeten nog meer bouwwerken uit de Romeinse tijd in de bodem aanwezig zijn, maar deze wachten op ontdekking. Ten slotte dient men zich te realiseren dat in deze lange periode, niet alle bouwwerken tegelijkertijd hebben bestaan en dat men ze vaak eerst in hout heeft uitgevoerd en pas later in steen.

## Religieuze bouwwerken

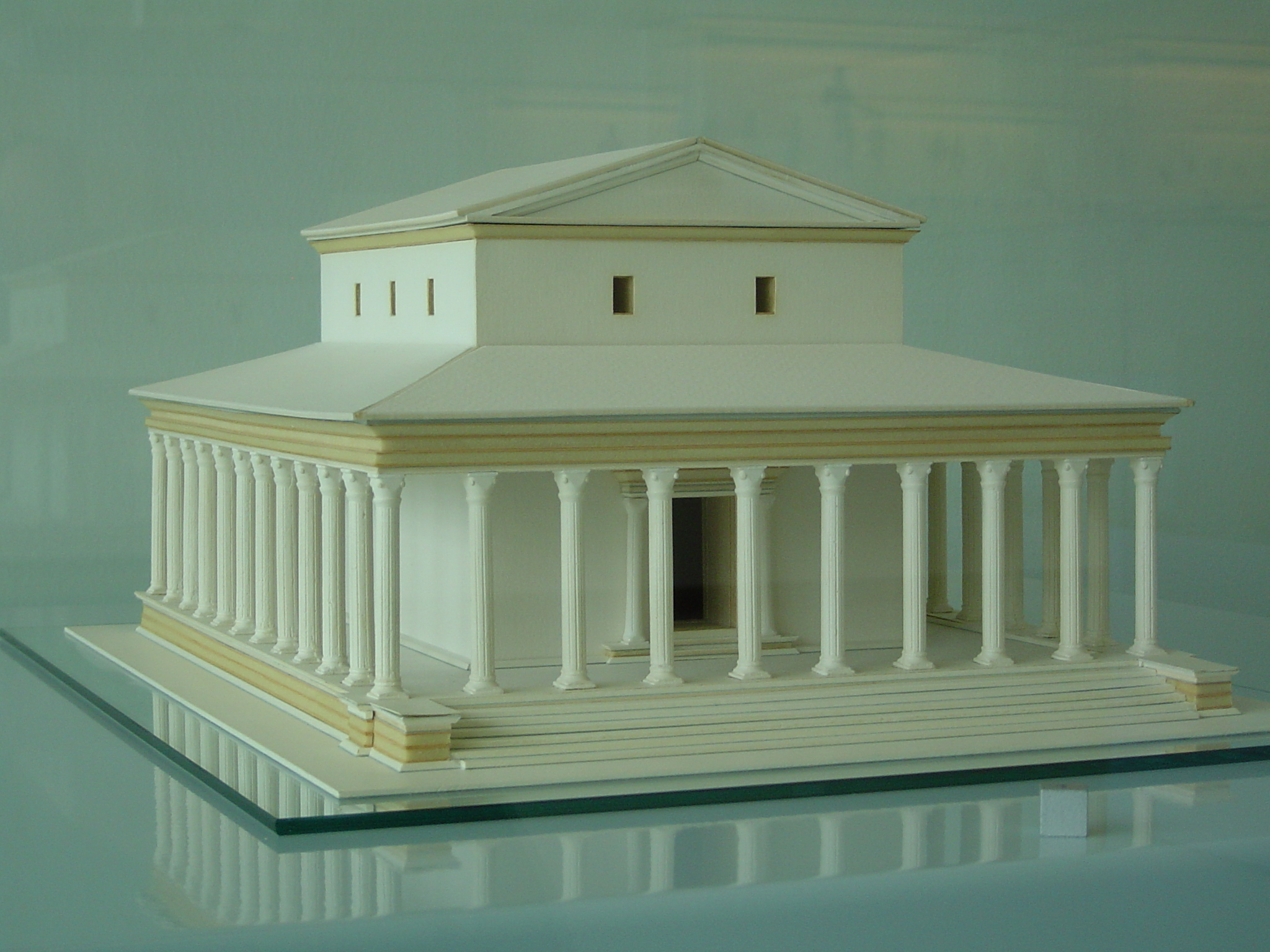
Reconstructie tempel van Elst

### Tempels
Er zijn in Nederland maar weinig tempels uit de Romeinse periode opgegraven. De grootste en best bewaarde bevinden zich in Elst (Gelderland).
- Nijmegen: twee Gallo-Romeinse tempels bij het Maasplein (Tempelcomplex Maasplein)
- Elst: drie tempels, waarvan twee onder de Grote Kerk (de Tempels van Elst, vermoedelijk gewijd aan Hercules Magusannus), en de Tempel van Westeraam
- Den Bosch-Empel: de Tempel van Empel, gewijd aan Hercules Magusannus
- Domburg: Tempel van Nehalennia in Domburg, gewijd aan Nehalennia
- Colijnsplaat: Tempel van Nehalennia op Colijnsplaat
- Maastricht: in 1982-83 werd een Romeins heiligdom opgegraven, waarvan wordt vermoed dat het de voorhof van een tempel vormde. Deze tempel, die zich onder de huidige Onze-Lieve-Vrouwebasiliek zou bevinden, is nog niet gevonden

### Grafmonumenten

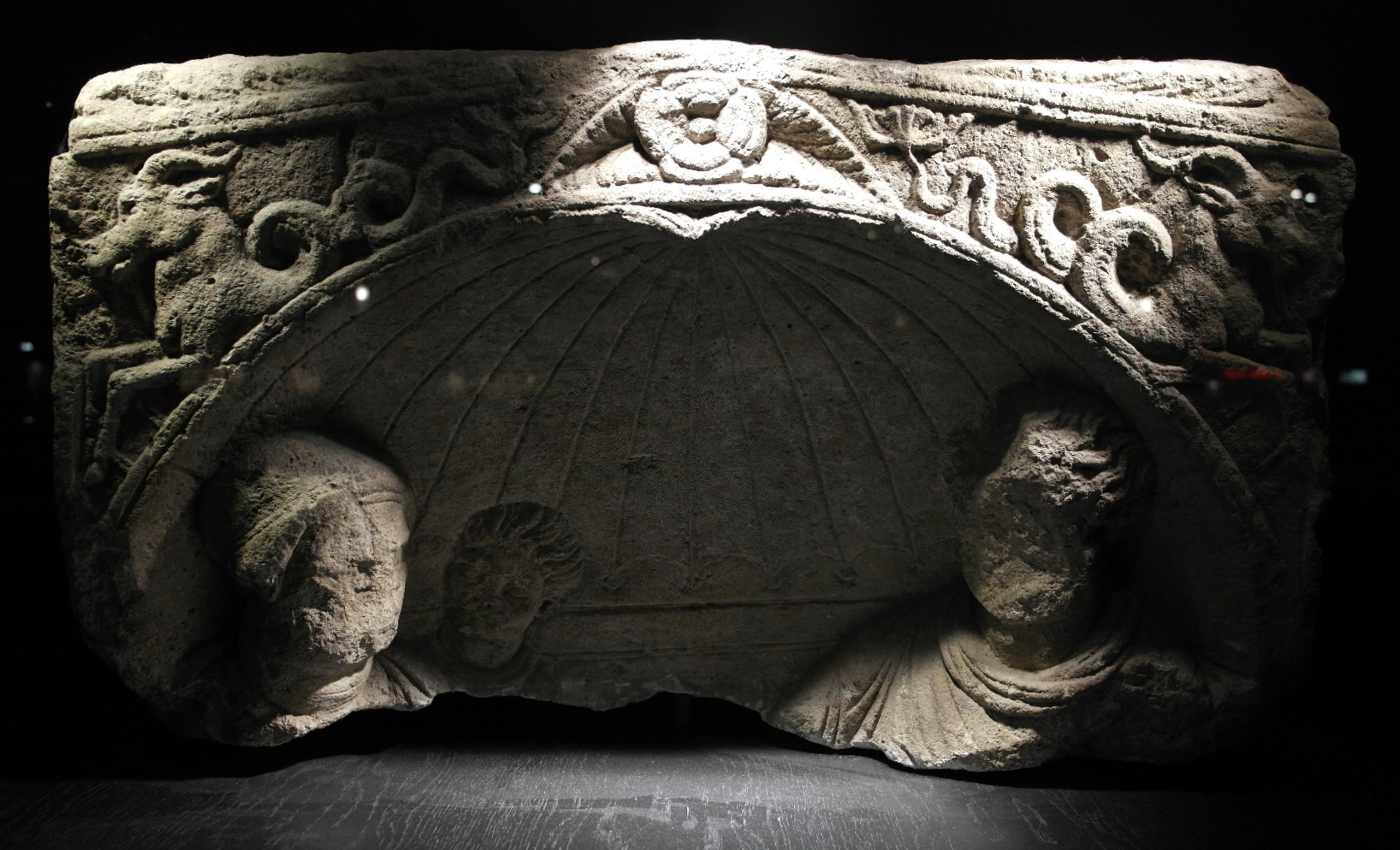
Grafmonument Maastricht

Op veel plaatsen in Nederland zijn fragmenten van Romeinse grafmonumenten, soms van zeer monumentale afmetingen, aangetroffen. In Maastricht zijn in 1962-63 ruim 200 fragmenten van grafpijlers en -monumenten uit de Maas opgedregd, die in later eeuwen waren hergebruikt om de Romeinse brug te versterken. De gebeeldhouwde brokstukken, waaronder fragmenten van een meer dan 10 meter hoge 'vogelpijler', bevinden zich thans in de archeologische collectie van het Centre Céramique. Ook in het Leidse Rijksmuseum van Oudheden en het Nijmeegse Museum Het Valkhof bevinden zich diverse grafmonumenten.
Bij het Brabantse Hoogeloon heeft men de Romeinse grafheuvel Kaboutersberg opgegraven.

### Overige heiligdommen

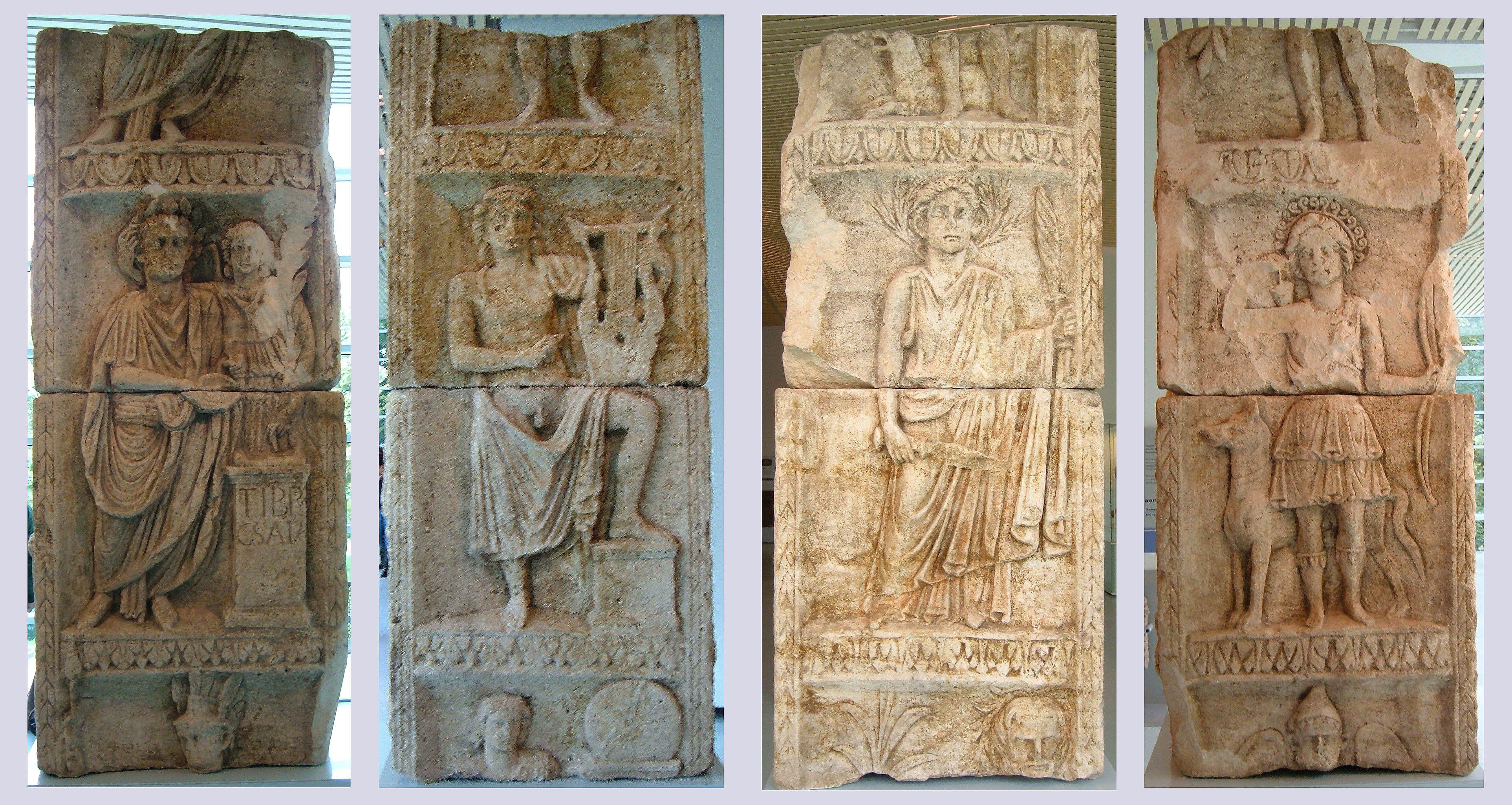
Godenpijler van Nijmegen

In diverse plaatsen zijn architectuurfragmenten, wijaltaren, wijstenen en delen van godenbeelden gevonden, waarvan niet zeker is of deze onderdeel waren van tempels, of wellicht van bescheidener cultusplaatsen.
- Utrecht, in het fort: heiligdom gewijd aan Jupiter, Juno en Mars
- Rijsbergen: heiligdom gewijd aan Sandraudiga
- Aardenburg: heiligdom gewijd aan Nehalennia (wellicht ook aan Neptunus en Jupiter)
- Nijmegen: diverse heiligdommen, o.a. de Godenpijler van Nijmegen
- Cuijk
- Kessel (Lith): heiligdom vermoedelijk gewijd aan Hercules Magusannus
- Roermond: heiligdom gewijd aan Rura
- Maastricht: diverse heiligdommen en godenbeelden, o.a. Jupiterpijler van Derlon (in Museumkelder Derlon), diverse Jupiterzuilen en viergodenstenen, beeld van Mercurius (Sint-Martinuskerk)

## Civiele bouwwerken

### Stadshuizen en villa's

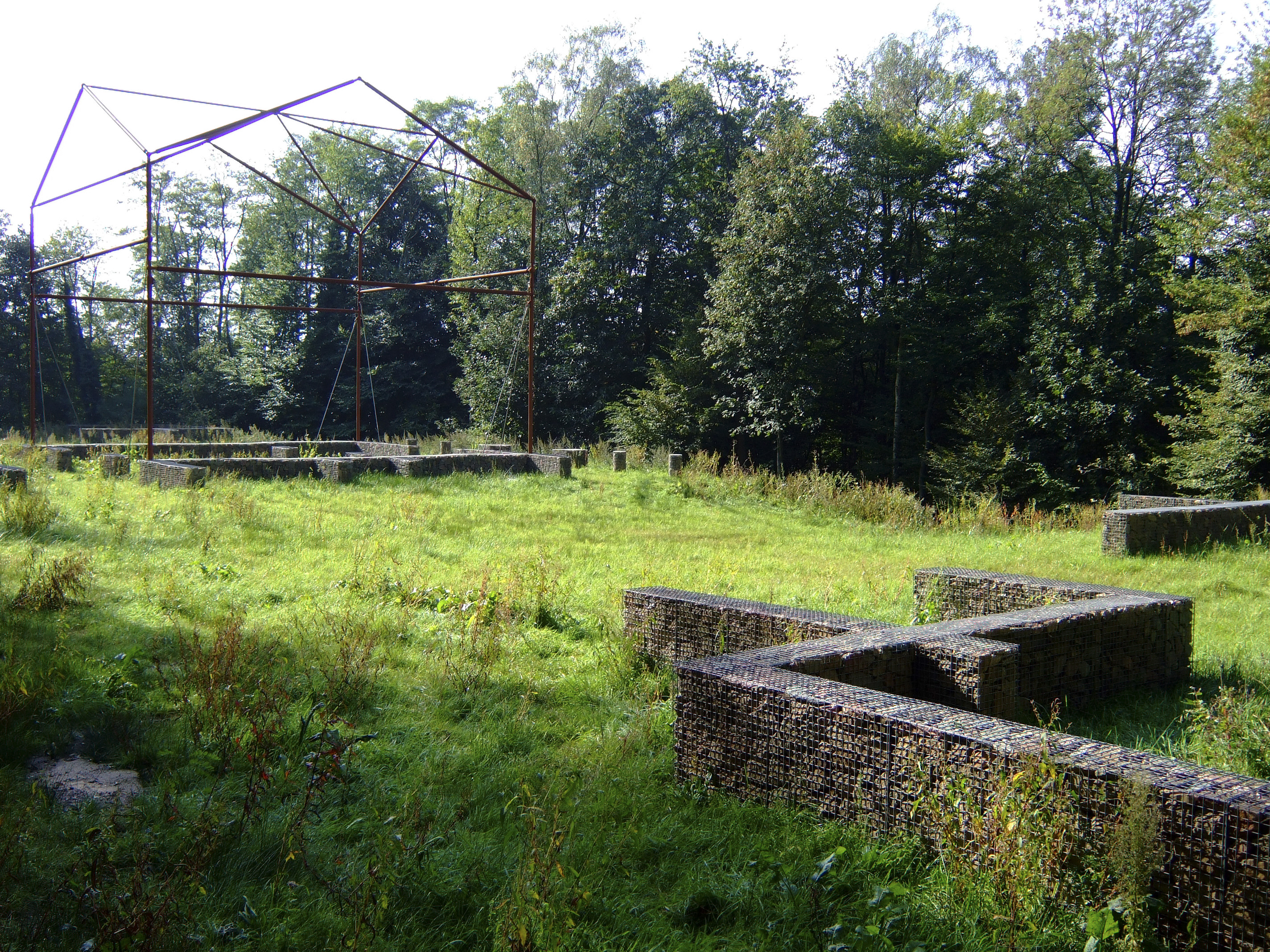
Terrein Romeinse villa Plasmolen

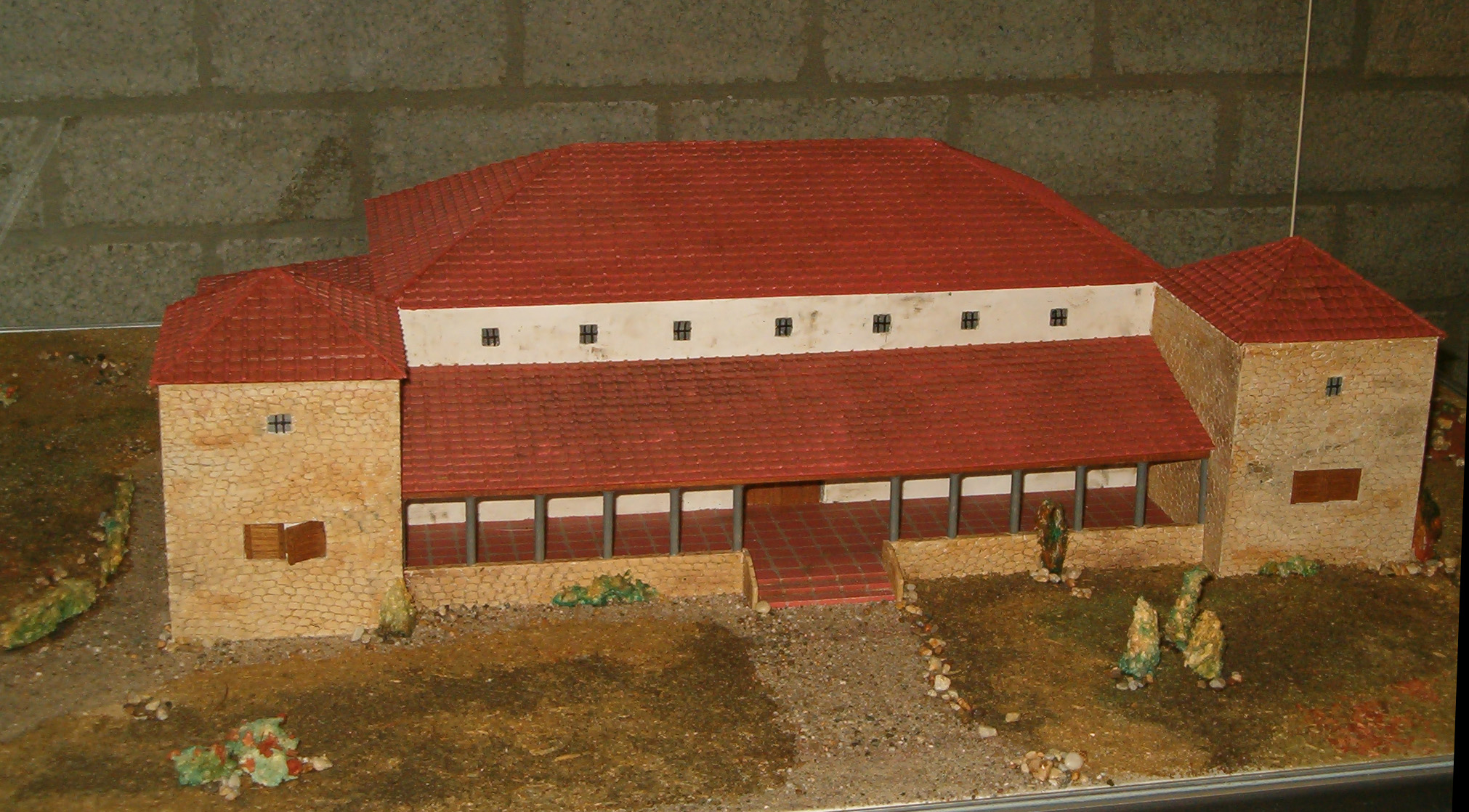
Maquette villa Vaesrade

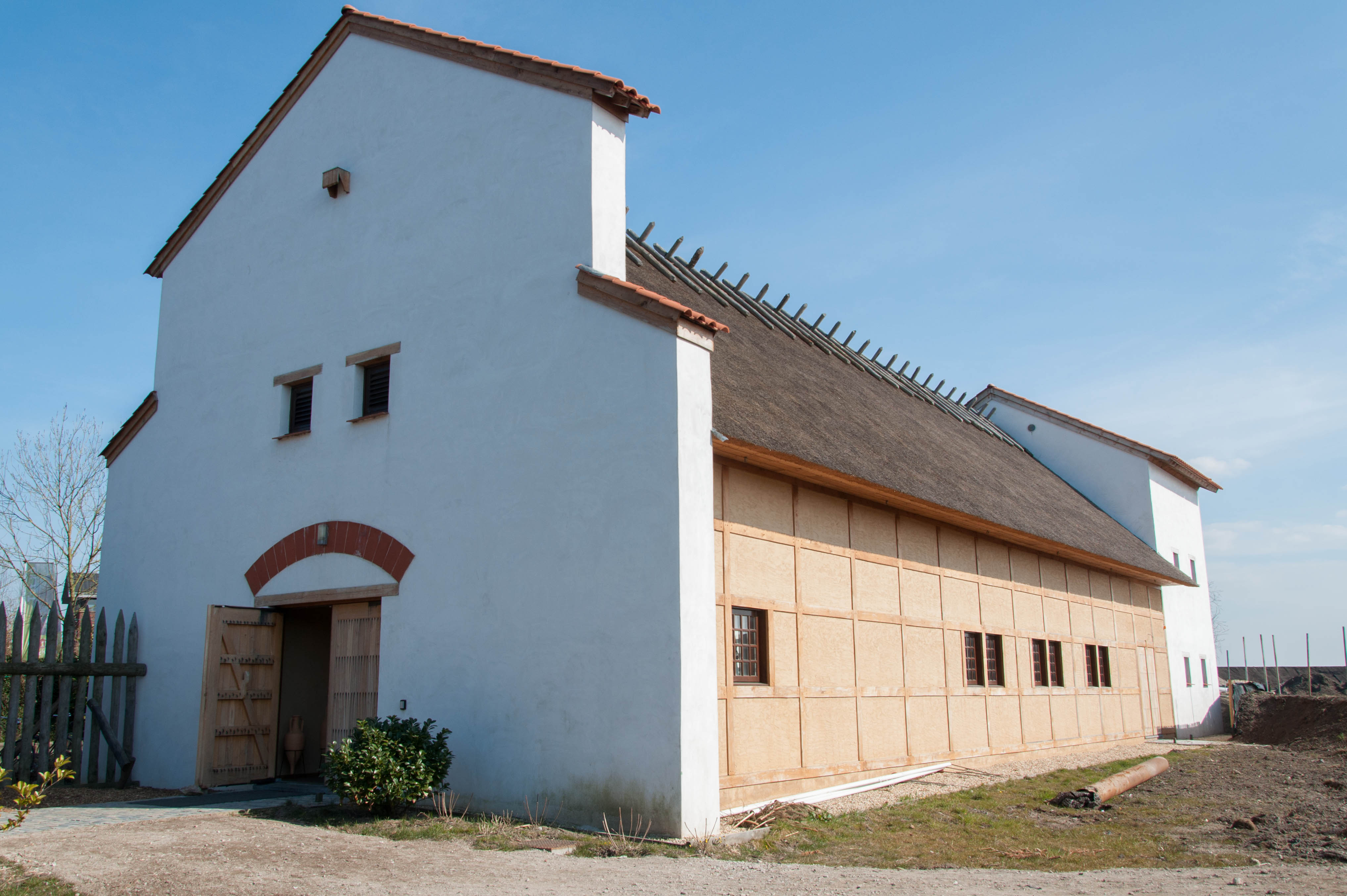
Reconstructie villa Rijswijk (Archeon, Alphen aan den Rijn)

Romeinse stadshuizen zijn in Nederland nog weinig aangetroffen. In 2008 werd in Heerlen een grote stadswoning (domus) opgegraven. In de meeste nederzettingen waren de huizen ruraal van karakter, vaak gebouwd met vakwerk en leem. Romeinse villa's waren in deze tijd over het algemeen grote agrarische bedrijven met een stenen landhuis (villae rusticae). In Mook en mogelijk in Cadier en Keer zijn villa's opgegraven die tot het type villa urbana behoren.
- Beek (L): Romeinse villa Spaubeek
- Bladel: Romeinse villa Hoogeloon
- Buren: Ingen (in onderzoek)
- Eijsden-Margraten: Romeinse villa Backerbosch (Cadier en Keer)
- Gulpen-Wittem: Romeinse villa Landsrade en Romeinse villa Overgeul (Mechelen)
- Heerlen: Romeinse villa Bovenste Caumer, Romeinse villa Welterhof, Romeinse villa Meezenbroek, Romeinse villa Hoensbroek-Schuureik en Romeinse villa knooppunt Bocholtz
- Heumen: villa te Overasselt
- Houten: vermoedelijke villa's in Oude Dorp, Molenzoom en 't Goy-Tuurdijk
- Kerkrade: Romeinse villa Kaalheide, Romeinse villa Kerkrade-Hoeve Overste Hof (Spekholzerheide), Romeinse villa Nieuw Ehrenstein, Romeinse villa Rolduc en Romeinse villa Kerkrade-Holzkuil
- Landgraaf: Romeinse villa Landgraaf-Schaesberg
- Maasgouw: Romeinse villa Maasbracht
- Maastricht: Romeinse villa Maastricht-Louwberg en Romeinse villa Borgharen-Pasestraat
- Meerssen: Romeinse villa Meerssen-Onderste Herkenberg
- Mook en Middelaar: Romeinse villa Plasmolen
- Nuth: Romeinse villa Vaesrade, Romeinse villa Swier-Kickenweg, Romeinse villa Wijnandsrade-Bisseweg, Romeinse villa Groot Haasdal-Billich en Romeinse villa Steenland (Arensgenhout)
- Rijswijk (ZH): Romeinse villa Rijswijk-de Bult
- Simpelveld: Romeinse villa Simpelveld-De Molt, Romeinse villa Bocholtz-Dellender en Romeinse villa Bocholtz-Vlengendaal
- Sittard-Geleen: Romeinse villa Buchten-Op den Welder
- Vaals: Romeinse villa Mamelis, Romeinse villa Lemiers en Romeinse villa Raren
- Valkenburg (L): Romeinse villa Houthem-Rondenbos, Romeinse villa Valkenburg-Vogelenzang, Romeinse villa Valkenburg-Bosstraat en Romeinse villa Valkenburg-Heihof
- Venlo: Romeinse villa Hout-Blerick
- Voerendaal: Romeinse villa Voerendaal-Ten Hove, Romeinse villa Colmont-Stockveld en Romeinse villa Ubachsberg
- Westland: vermoedelijke villa te Naaldwijk

### Badhuizen

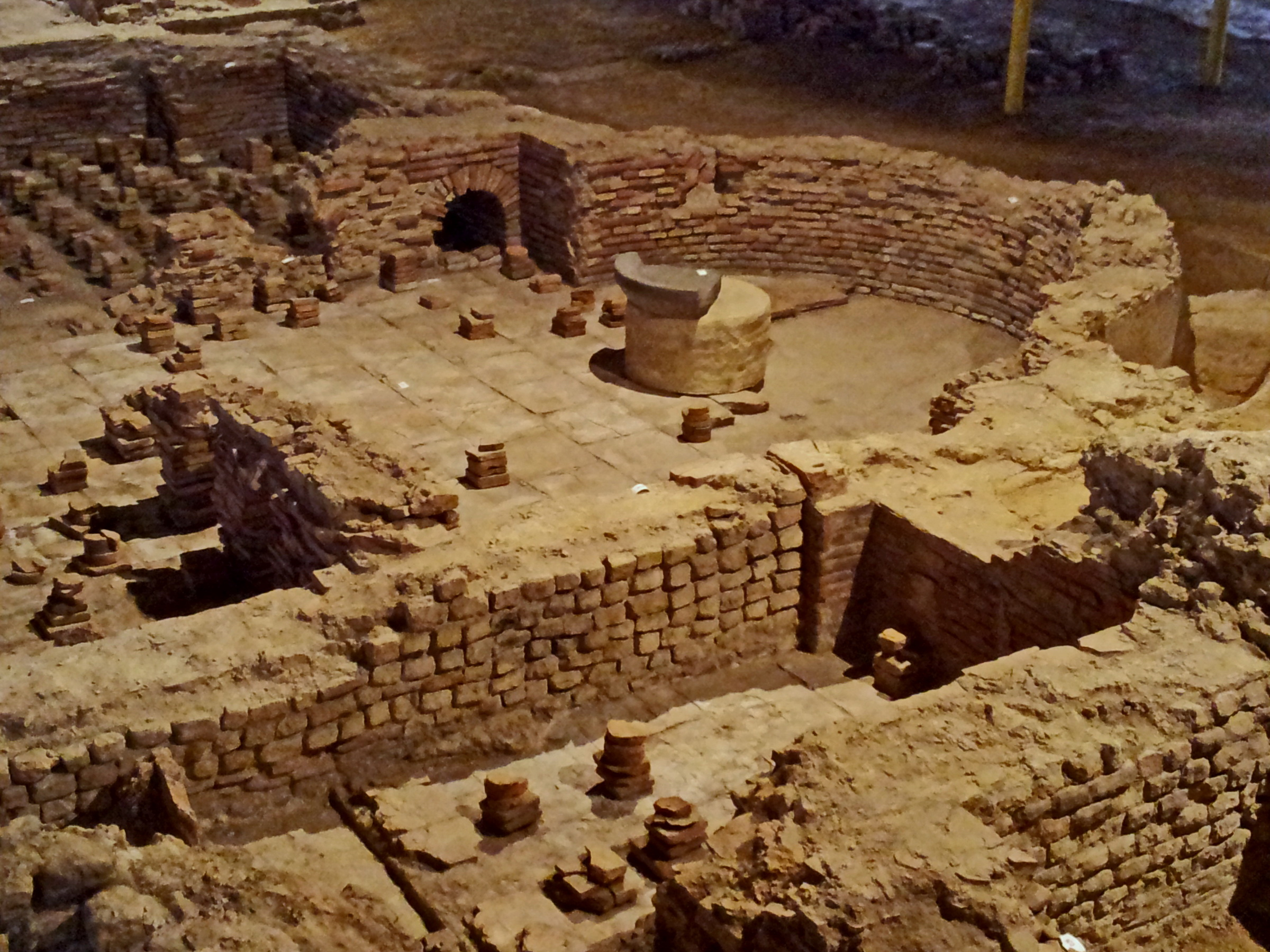
Thermen van Heerlen

Sommige villa's hadden hun eigen badinrichting. Grotere nederzettingen of plaatsen aan drukke verkeersroutes hadden openbare badhuizen.
- Heerlen: thermen van Heerlen (grootste Romeinse ruïne van Nederland, thans museum)
- Maastricht: thermen van Maastricht
- Nijmegen: badinrichting bij het fort op de Hunnerberg
- Elst:  badhuisrestanten
- Utrecht-Leidsche Rijn: badhuis van legerkamp Fletio
- Voorburg: thermen van Forum Hadriani

### Amfitheaters
- Nijmegen-Kops Plateau: Amfitheater van Nijmegen

## Militaire bouwwerken

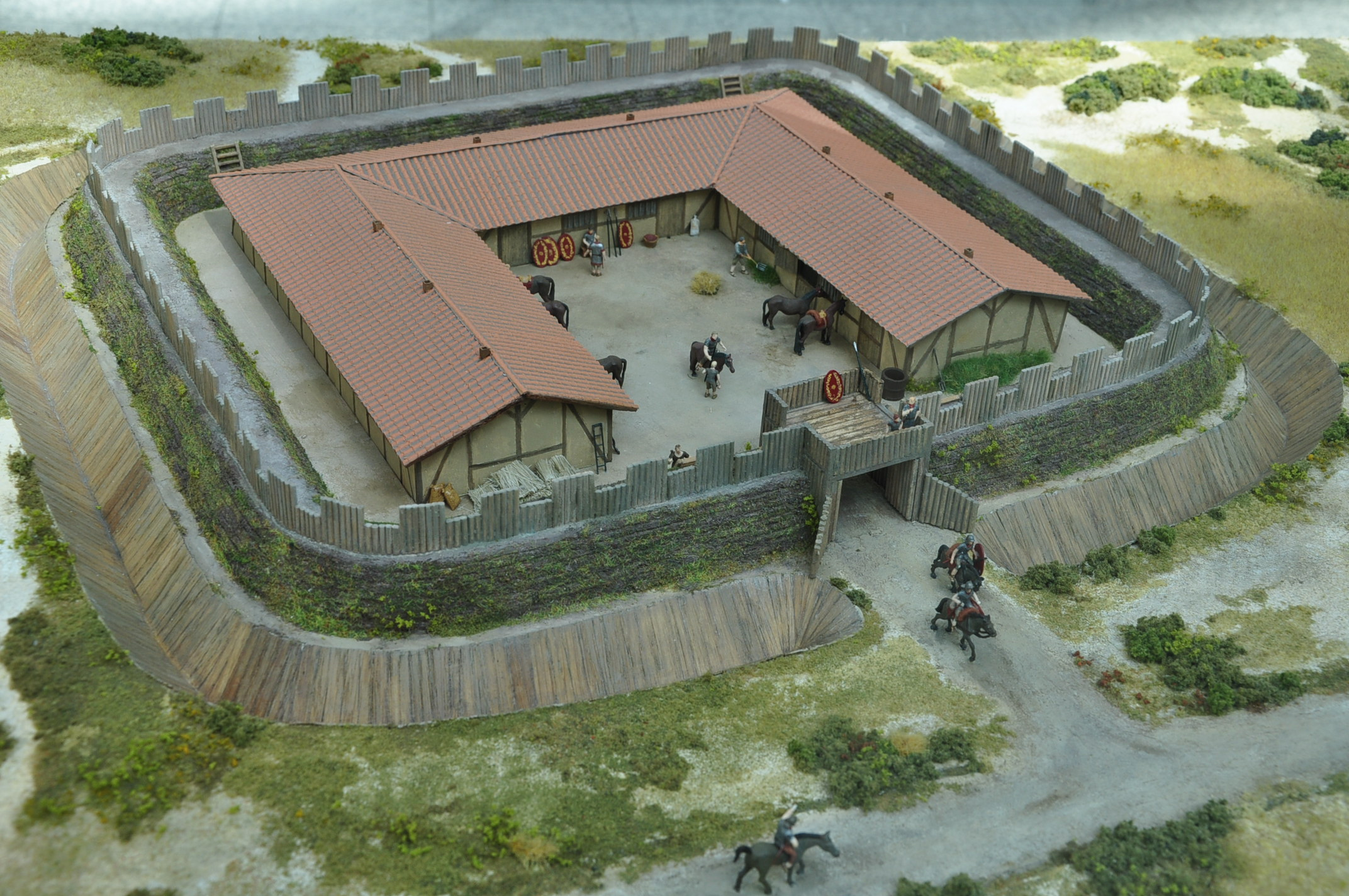
Romeins fort bij Ockenburgh

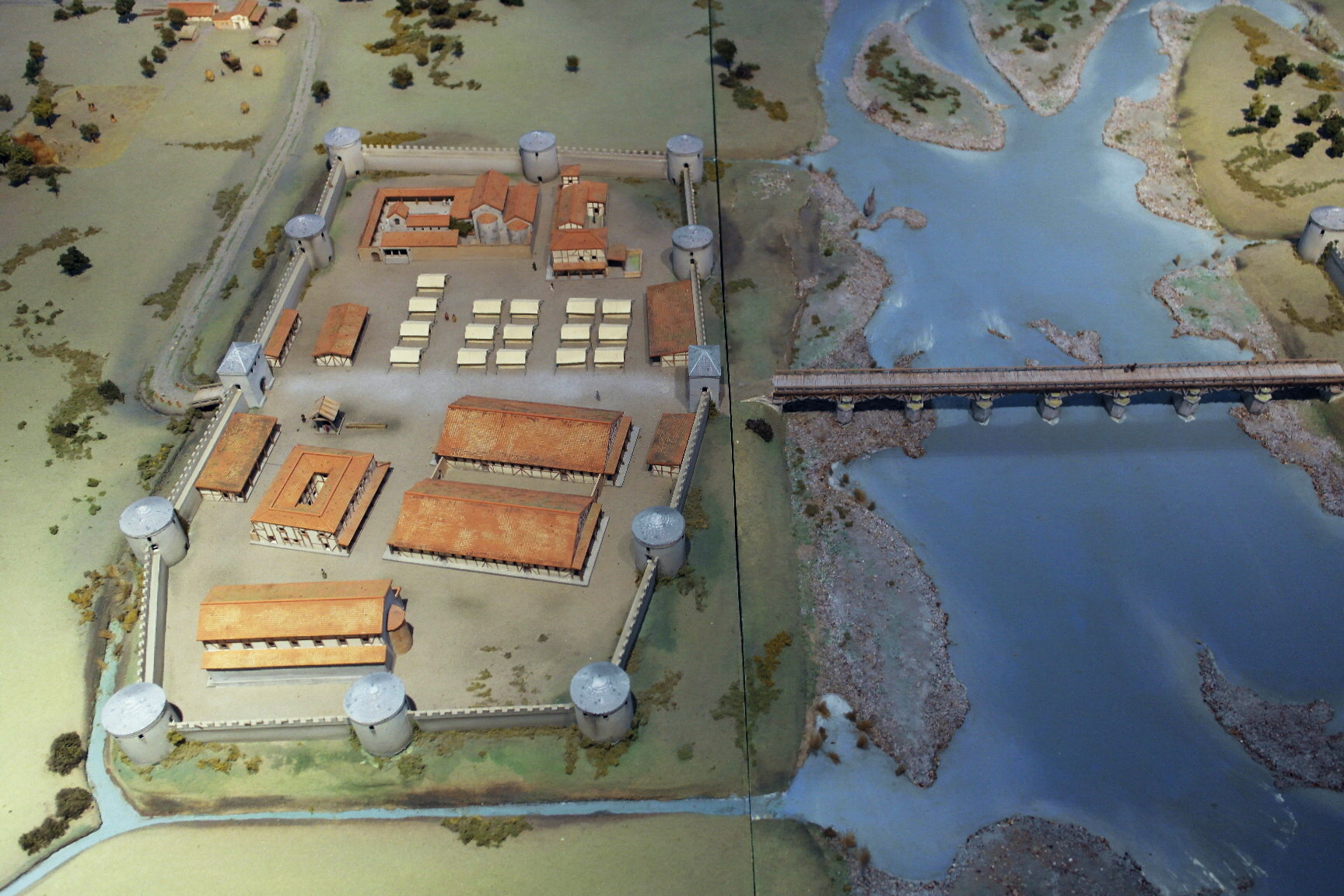
Castellum van Maastricht

### Forten
De forten (castella) lagen gemiddeld om de 6,5 kilometer van elkaar aan de limes. Ook elders werden forten gebouwd, bijvoorbeeld ter verdediging van de kust of een rivierovergang.
- Aardenburg: castellum (na 174-ca 225)
- Alphen aan den Rijn: Castellum Albanianae
- Arnhem: castellum Meinerswijk, soms Castra Herculis genoemd
- Den Haag: vicus van Ockenburgh, klein fort gebouwd ter verdediging van de kust
- Op de Ermelosche Heide bevond zich een marskamp, een tijdelijk fort
- Katwijk aan Zee: Brittenburg
- Leiden-Roomburg: castellum Matilo
- Maastricht: castellum van Maastricht, gebouwd 333 na Chr. ter verdediging van de Maasbrug
- Nijmegen: castra op de Hunnerberg en het Kops Plateau
- Utrecht: castellum van Traiectum
- Valkenburg (Zuid-Holland): castellum Praetorium Agrippinae
- Vechten: castellum Fectio
- Vleuten: castellum van Fletio
- Woerden: Castellum Laurium

### Wachttorens

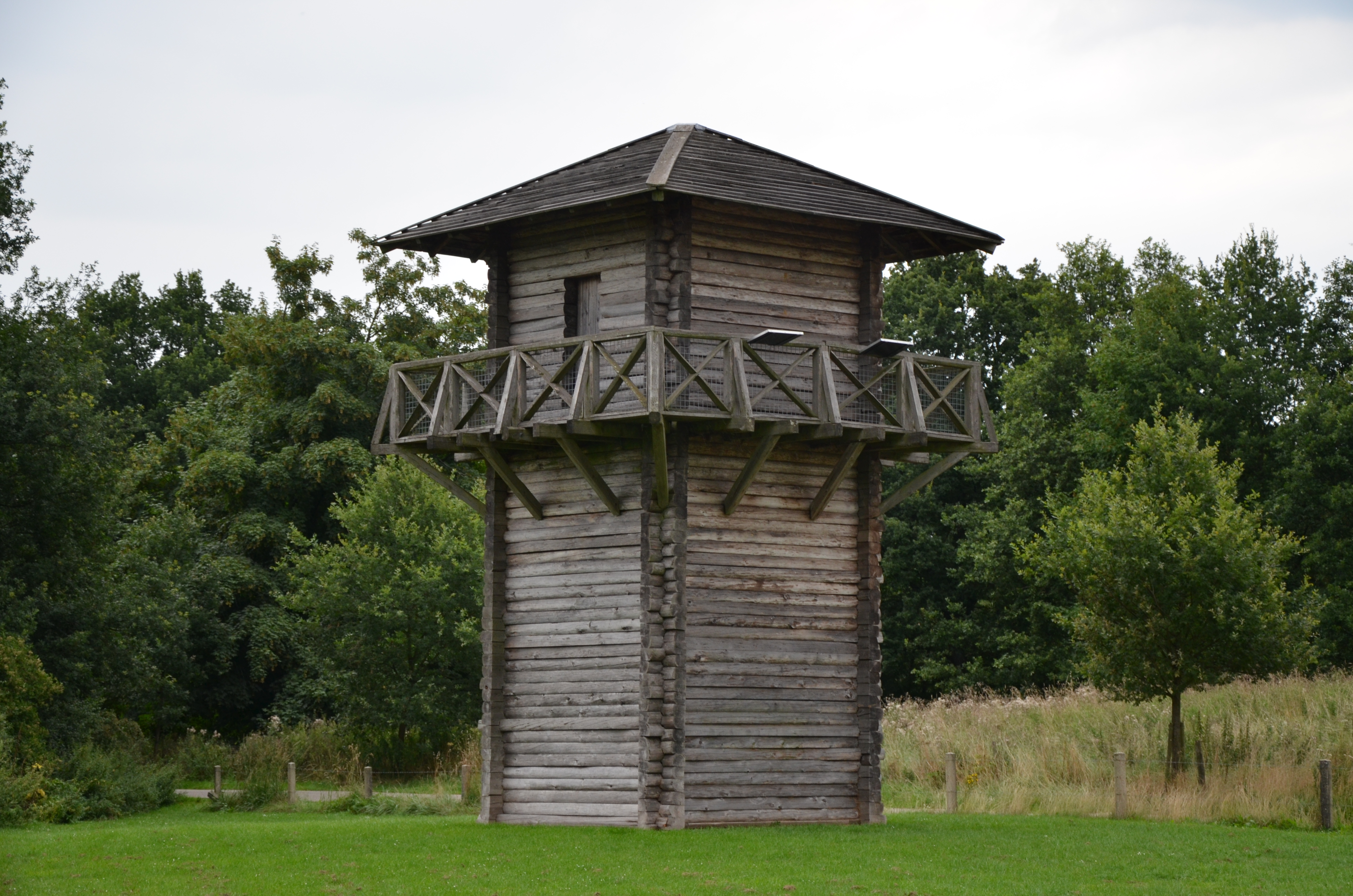
Model wachttoren Fectio

De wachttorens aan de limes lagen tussen de forten in. Elders dienden ze ter verdediging van een belangrijke grens, weg of rivierovergang:
- Utrecht-Leidsche Rijn: 4 wachttorens
- Bunnik: wachttoren Fectio
- Heumensoord: Wachtpost Heumensoord
- Valkenburg (L): Wachtpost Goudsberg (nabij de Via Belgica)

## Infrastructuur

### Mijlpalen

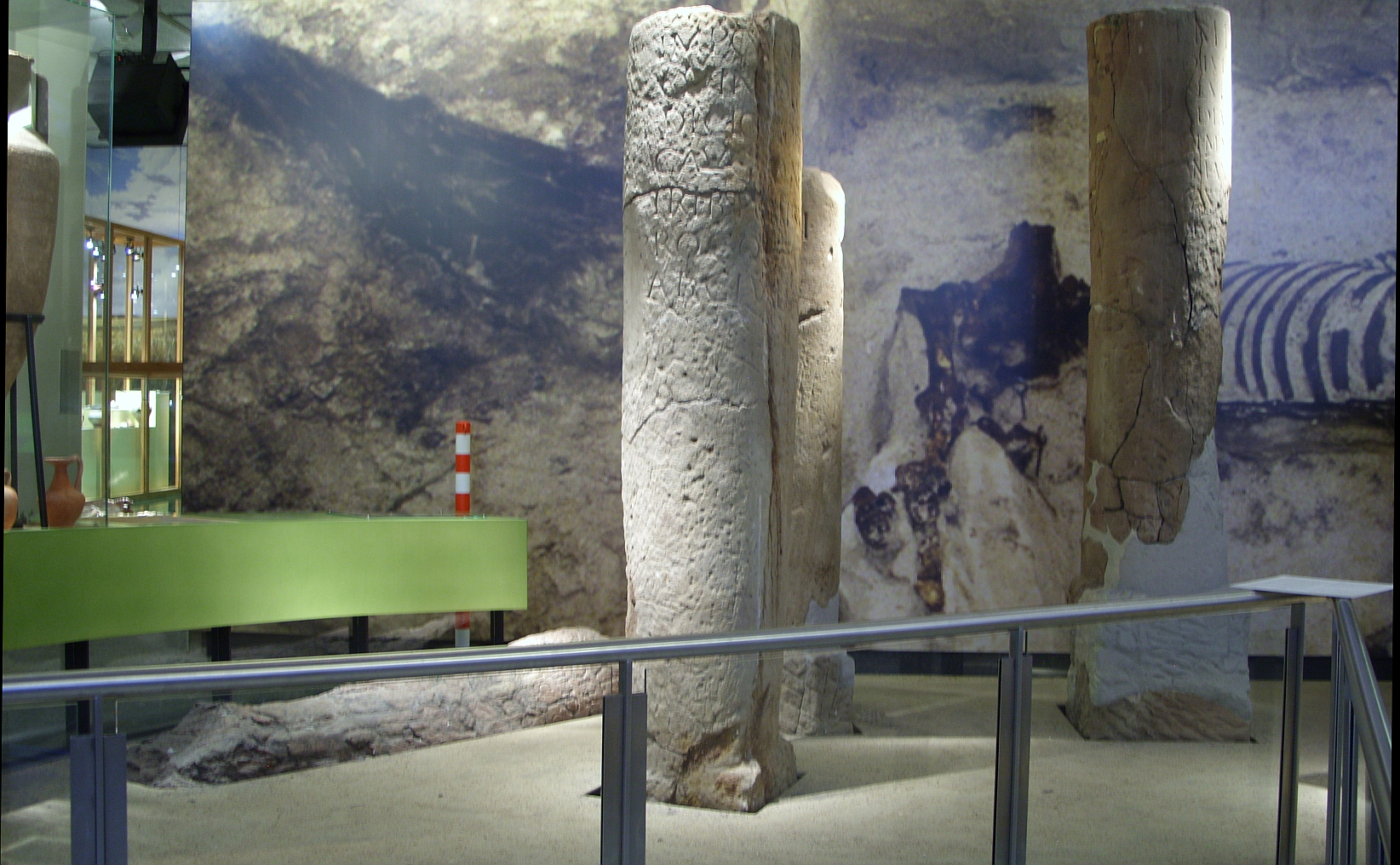
Mijlpalen van Rijswijk

- Den Haag: mijlpalen van het Wateringse Veld (4 stuks)
- Rijswijk: mijlpalen van Rijswijk (2 stuks)
- Naaldwijk (Monster): mijlpaal van Monster
- Beek (Ubbergen): mijlpaal van Beek-Ubbergen
- Landgraaf-Rimburg: mijlpaal van Rimburg
- Kerkrade-Eygelshoven: mijlpalen van Eygelshoven (2 stuks)

### Waterwegen

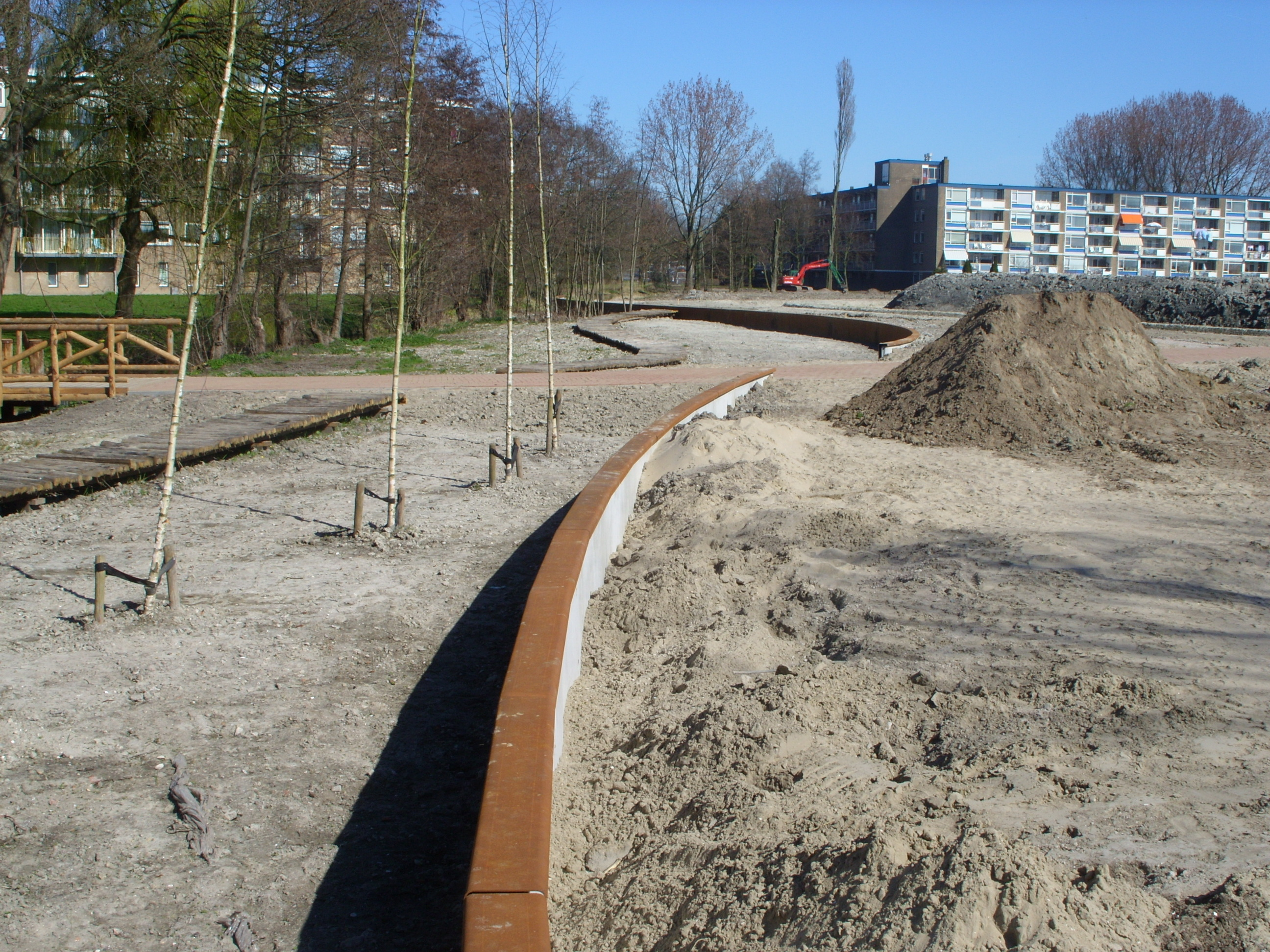
Reconstructie Kanaal van Corbulo, Leiden

- Kanaal van Corbulo
- Drususgracht
- Drususdam

### Bruggen

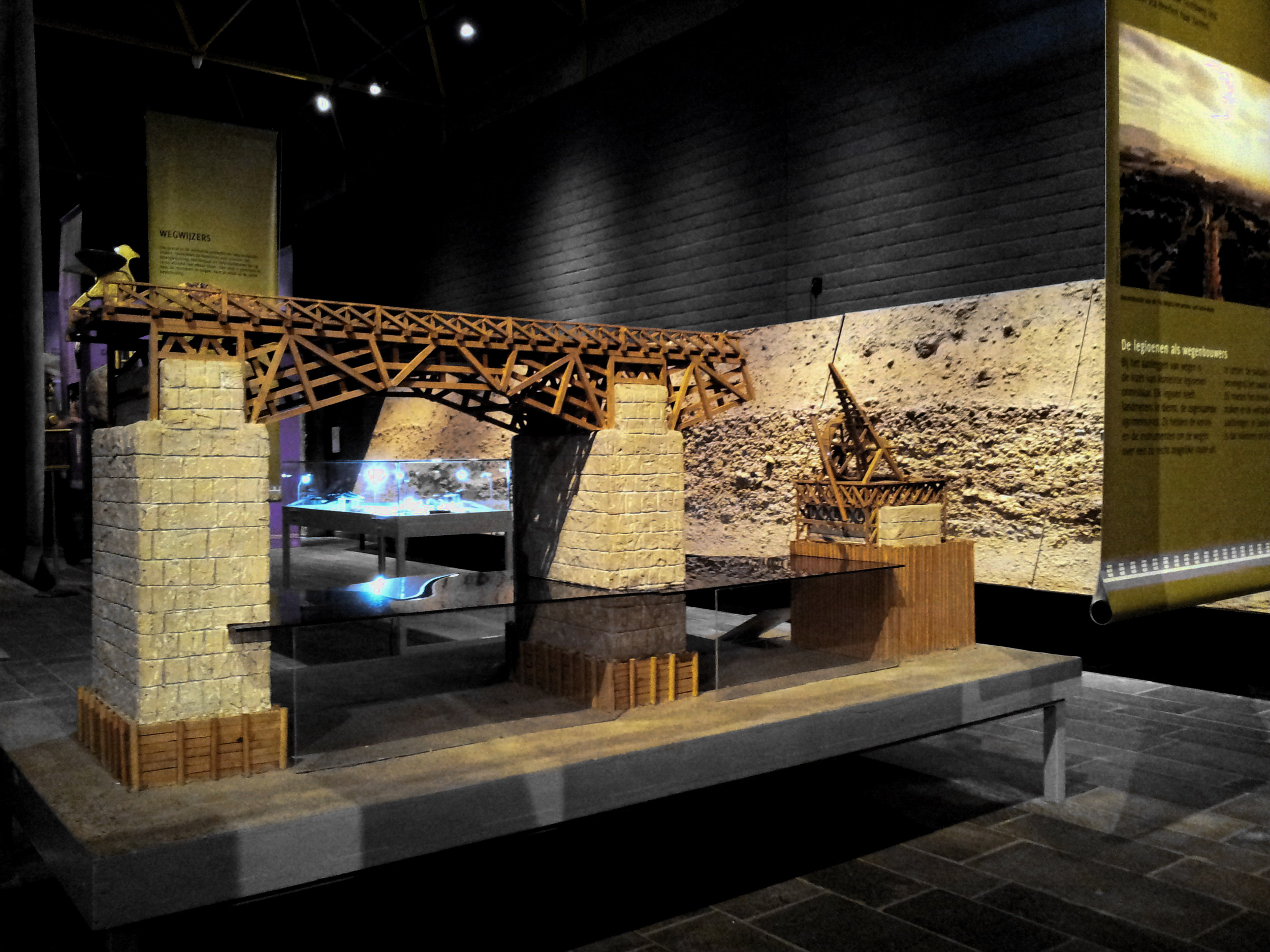
Model Romeinse brug van Maastricht

- Maastricht: Romeinse brug van Maastricht
- Cuijk: Romeinse Maasbrug bij Cuijk
- Nijmegen
- Venlo
- Roosteren
- Alphen aan den Rijn

### Aquaducten
- Nijmegen: Romeins aquaduct Nijmegen

### Nederzettingen
Nabij een militaire vesting (castrum of castellum) lag vaak een kampdorp (vicus).
- Den Haag: Vicus van Ockenburgh
- Voorburg: Forum Hadriani (municipium met stadsrecht)
- Valkenburg (ZH): Praetorium Agrippinae
- Aardenburg: onzeker, kan ook alleen een fort zijn
- Nijmegen: Oppidium Batavorum en Ulpia Noviomagus Batavorum (municipium met stadsrecht)
- Elst: één huis is blootgelegd
- Venlo: Sablones
- Blerick: Blariacum
- Heerlen: Coriovallum
- Maastricht: Mosa Trajectum